# Grosser Ritt
El Grosser Ritt és un rec de desguàs i el darrere afluent del Krückau abans l'aiguabarreig d'aquest amb l'Elba, tot just abans la resclosa antimarejada. És sotmés al moviment de la marea.
Un «Ritt» en baix alemany es diu d'un rec de desguàs que profita el desnivell normal per a desguassar una zona de maresme, sense necessitat de resclosa o d'estació de bombatge. En alemany es diu «Vorfluter». El Ritts de l'estuari del Krückau són el Grosser Ritt, el seu afluent Kleiner Ritt i dos Ritts més petits un xic més amunt.
Al seu entorn es va crear un biòtop humid interessant, hi nidifiquen fredelugues, gambes roges vulgars, becadells comuns i tètols cuanegre. Serveix de punt de descans pels ocells migradors com les oques de galta blanca, oques vulgars i fredelugues. Com peixos es destaquen les llampreses de mar, i les llampreses de riu. Amb el projecte Natura2000 s'aspira atreure el Misgurnus fossilis, augmentar la biodiversitat dels prats humids. Tota la zona es troba en la plana d'inundació del Krückau, el que no permet conreu, només es poden utilitzar les pastures de manera extensiua. La continuïtat biològica és quasi permanent, i només s'interromp rares vegades quan es tanca la resclosa antimarejada quan hi ha risc de tempestat.

## Els quatreRittsde l'estuari del Krückau
Els quatre Ritts estan tots al marge dret del Krückau dins del terme municipal de Neuendorf bei Elmshorn i la seva gestió està integrada al programa Natura 2000 de l'estuari de l'Elba.
| nom          | naixement       | coordenades naixement                                        | desemboca al | coordenades desembocadura                                   |
| ------------ | --------------- | ------------------------------------------------------------ | ------------ | ----------------------------------------------------------- |
| Grosser Ritt | Kuhle           | 53° 44′ 0.00″ N, 9° 31′ 26.00″ E / 53.7333333°N,9.5238889°E  | Krückau      | 53° 43′ 0.35″ N, 9° 31′ 44.00″ E / 53.7167639°N,9.5288889°E |
| Kleiner Ritt | Lühnhuser Deich | 53° 43′ 3.15″ N, 9° 31′ 42.34″ E / 53.7175417°N,9.5284278°E  | Grosser Ritt | 53° 43′ 3.15″ N, 9° 31′ 42.34″ E / 53.7175417°N,9.5284278°E |
| Ritt         | Fleien          | 53° 43′ 41.83″ N, 9° 32′ 28.31″ E / 53.7282861°N,9.5411972°E | Krückau      | 53° 43′ 1.79″ N, 9° 31′ 49.22″ E / 53.7171639°N,9.5303389°E |
| Ritt         | Zolldamm        | 53° 43′ 26.87″ N, 9° 32′ 24.33″ E / 53.7241306°N,9.5400917°E | Krückau      | 53° 43′ 2.46″ N, 9° 32′ 9.92″ E / 53.7173500°N,9.5360889°E  |